# Uddstjärnmossa
Uddstjärnmossa (Mnium marginatum) är en bladmossart som beskrevs av Palisot de Beauvois 1805. Uddstjärnmossa ingår i släktet stjärnmossor, och familjen Mniaceae. Arten är reproducerande i Sverige. Inga underarter finns listade i Catalogue of Life.

## Bildgalleri

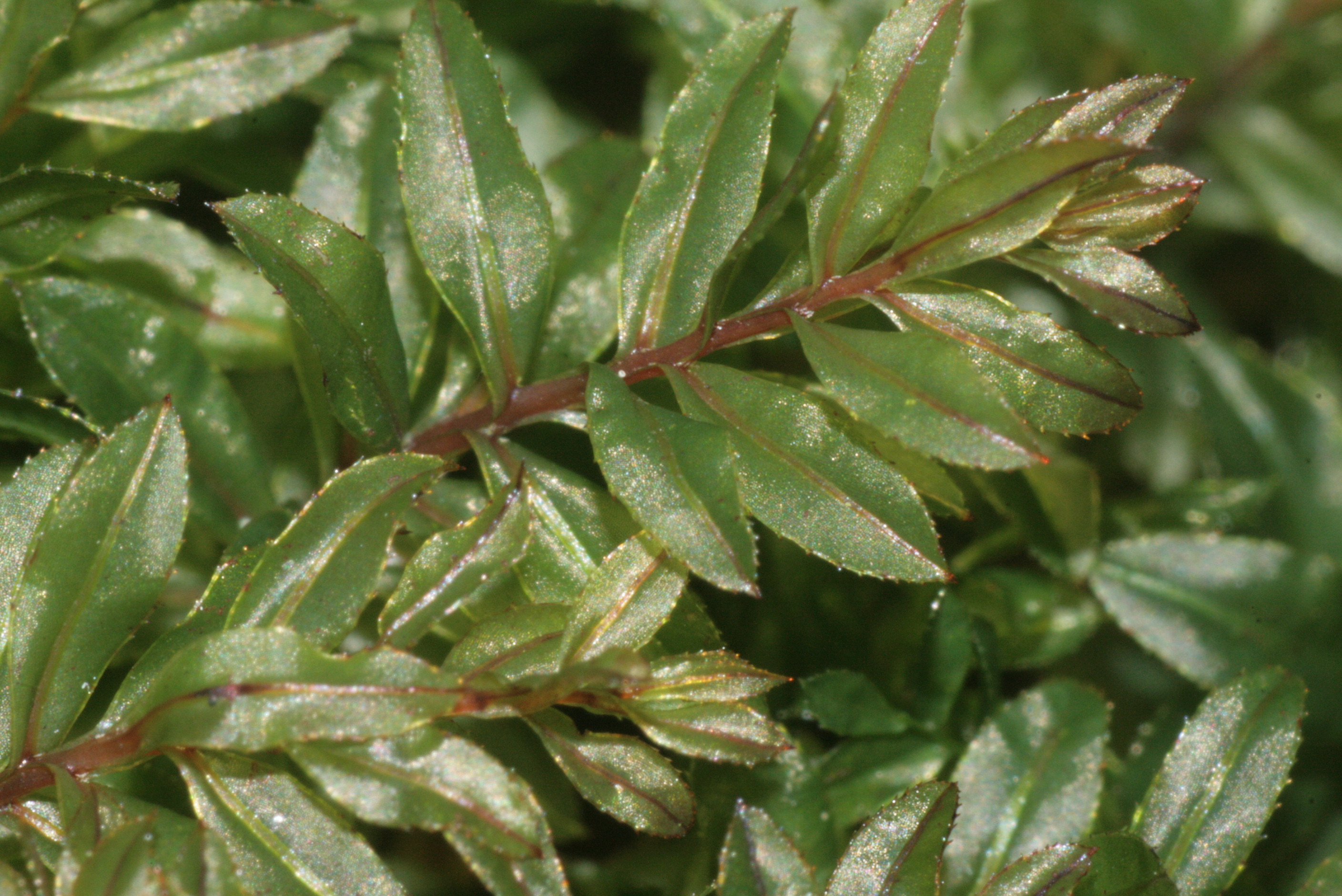
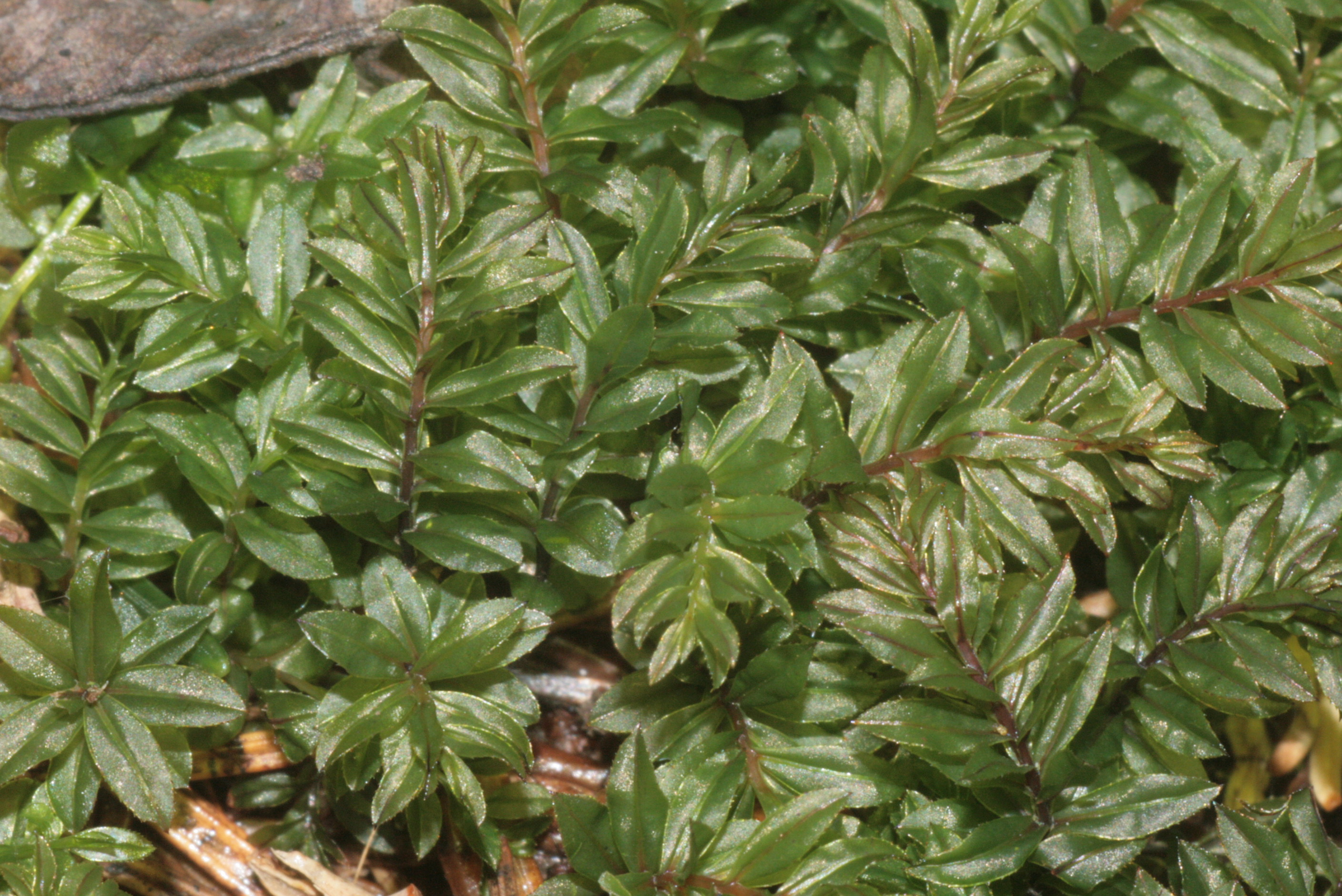
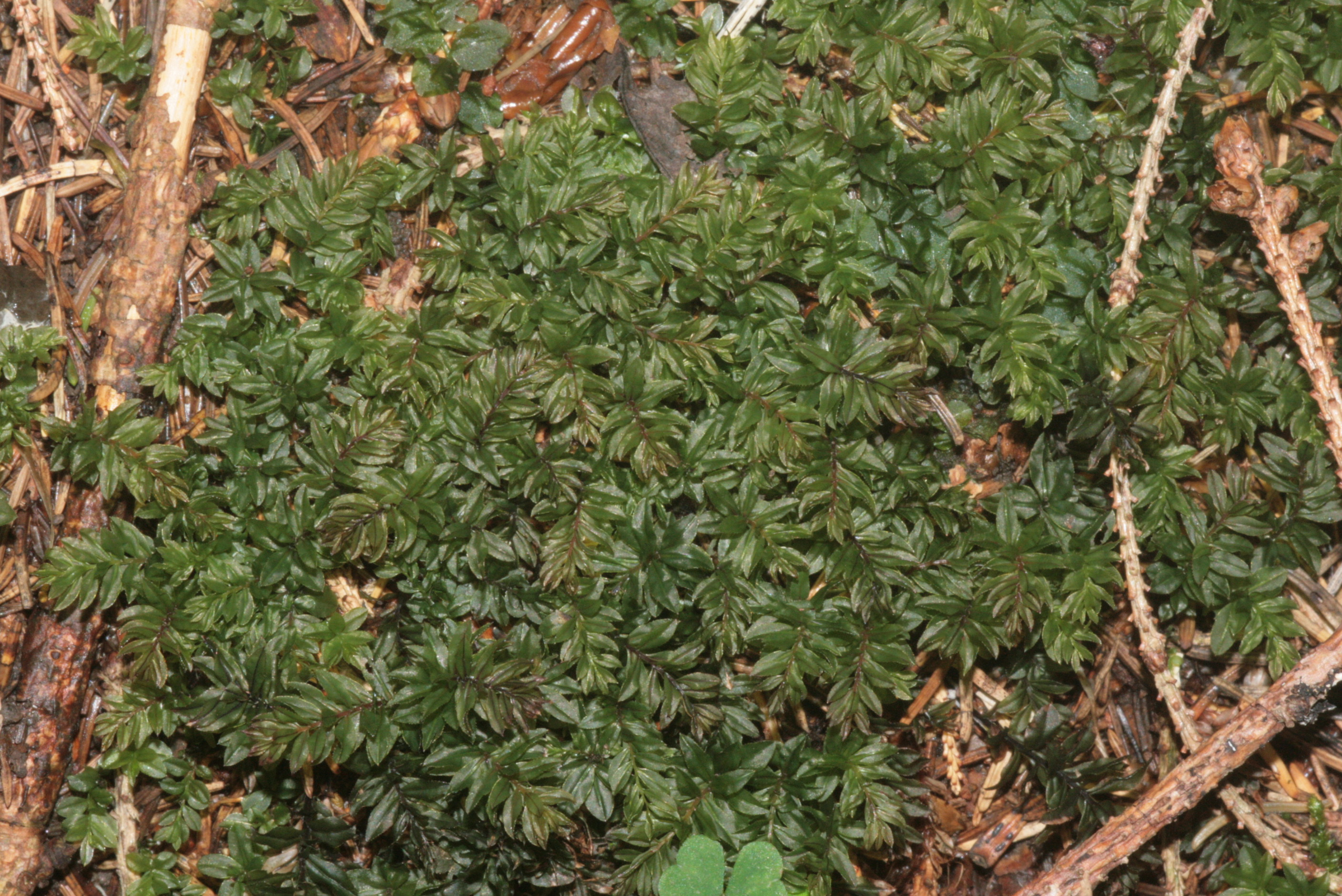
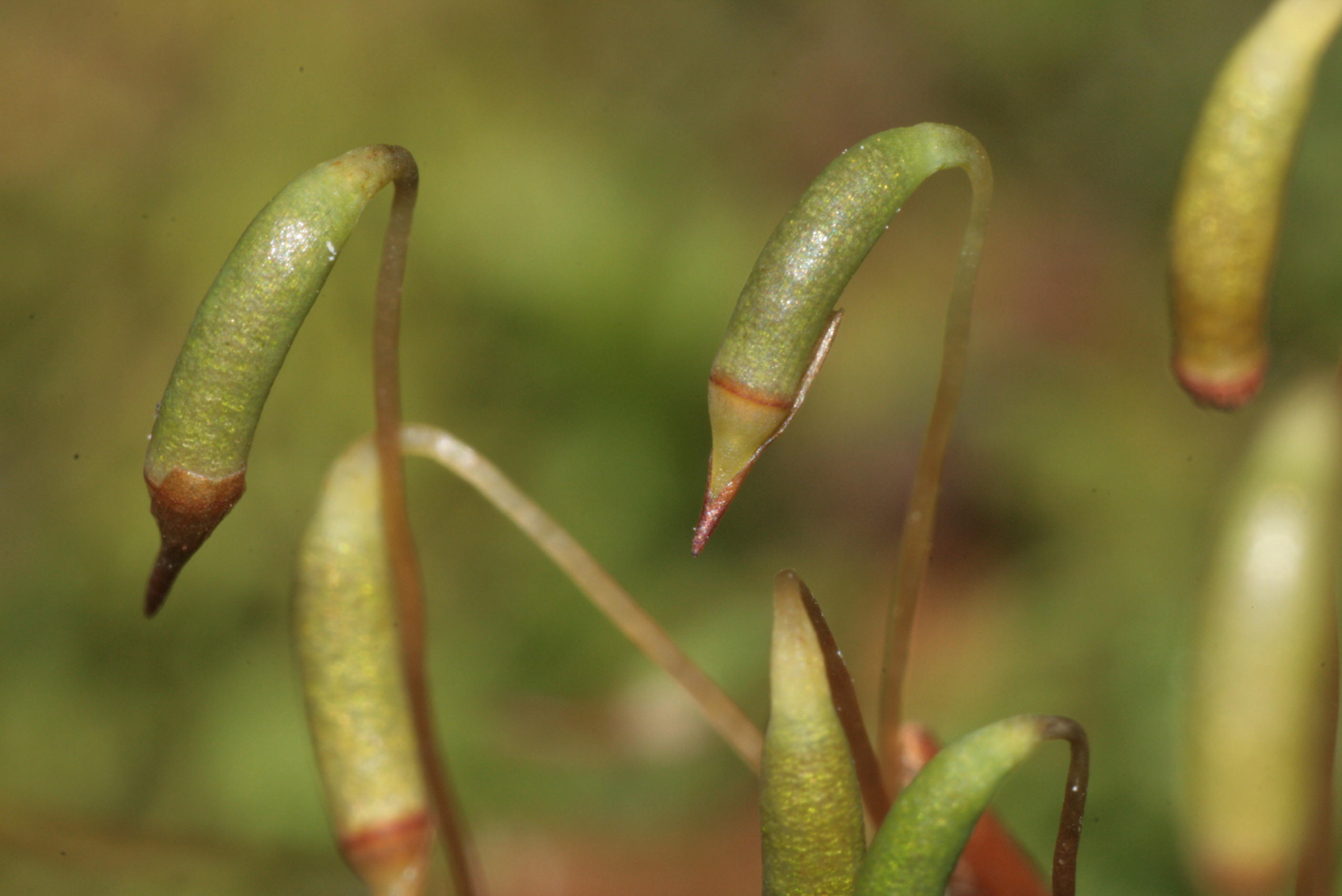
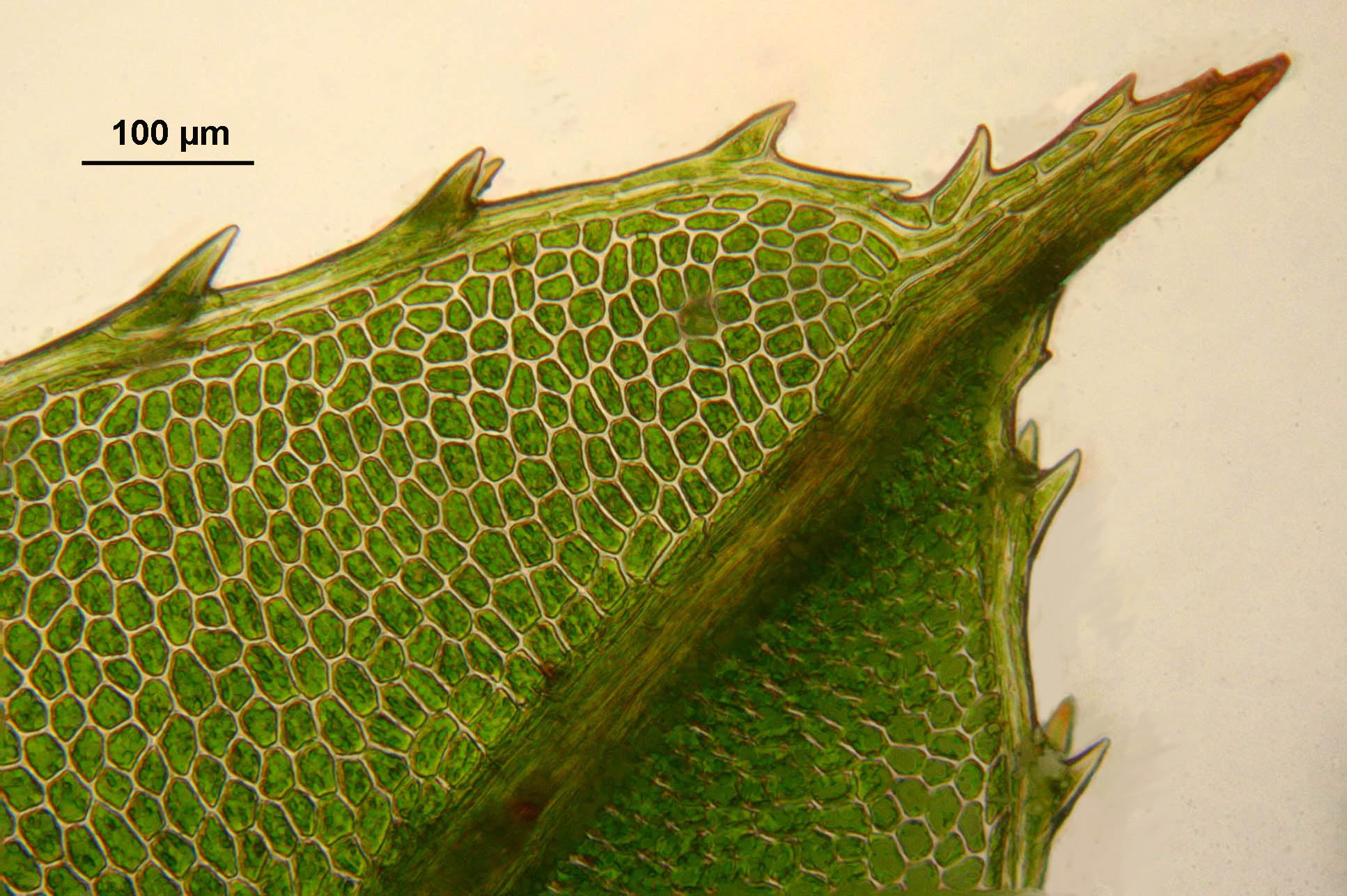